# 14314 Tokigawa
14314 Tokigawa (1977 DQ3) là một tiểu hành tinh vành đai chính được phát hiện ngày 18 tháng 2 năm 1977 bởi H. Kosai và K. Hurukawa ở Trạm Kiso thuộc Đài thiên văn Tokyo.